# Cleisostoma brachystachys
Cleisostoma brachystachys là một loài thực vật có hoa trong họ Lan. Loài này được (Ridl.) Garay mô tả khoa học đầu tiên năm 1972.